# Ariane Doublet
Ariane Doublet, née le 30 juillet 1965, est une réalisatrice, documentariste et monteuse française.
C'est une ancienne élève de la Fémis. La majorité de ses documentaires prennent ancrage en Normandie, d'où elle est originaire.

## Filmographie

### Documentariste
- 1995 : La Petite Parade ; 20 min
- 1997 : Jours d'été, coréalisé avec Juliette Cahen, Françoise Bernard et Pascal Goblot ; 50 min
- 1999 : Les Terriens ; 81 min
- 2001 : Les Terriens, deux ans après ; 12 min
- 2001 : Les Bêtes ; 67 min
- 2004 : Les Sucriers de Colleville ; 90 min
- 2005 : La Maison neuve ; 52 min
- 2009 : Fièvres ; 43 min ; documentaire sur un médecin au Bénin Sélection officielle FID Marseille 2009 - Festival ImageSanté Liège 2010 - Festival du Film Panafricain Libreville 2012[3]
- 2011 : La Pluie et le Beau Temps
- 2012 : Rencontres ; 26 min ; rencontres pendant le tournage de La Pluie et le beau temps
- 2015 : La Terre en morceaux ; 55 min[4],[5]
- 2017 : Les Réfugiés de Saint-Jouin ; 58 min[6]
- 2019 : Green Boys

Coffret DVD
- « Suite normande » : coffret de 4 DVD : contient Les Terriens (1999), Les Terriens, deux ans après (2001), La Maison neuve (2005), Les Sucriers de Colleville (2004), Les Bêtes (2001), La Pluie et le beau temps (2011),  Rencontres (2012) ; éditions Montparnasse, 2012 [présentation en ligne]

### Monteuse
- 1995 : Rome désolée de Vincent Dieutre
- 1996 : Mes dix-sept ans (téléfilm), de Philippe Faucon
- 1997 : L'@mour est à réinventer, de Philippe Faucon
- 1999 : Bonne résistance à la douleur, de Pierre Erwan Guillaume
- 2000 : Leçons de ténèbres, de Vincent Dieutre
- 2013 : Sur la voie de Pierre Creton
- 2017 : Va, Toto ! de Pierre Creton

### Actrice
- 2019 : Le Bel Été de Pierre Creton

## Décorations
- Chevalier de l'ordre des Arts et des Lettres Elle est faite chevalier le 12 mars 2019[7].